# Tutor

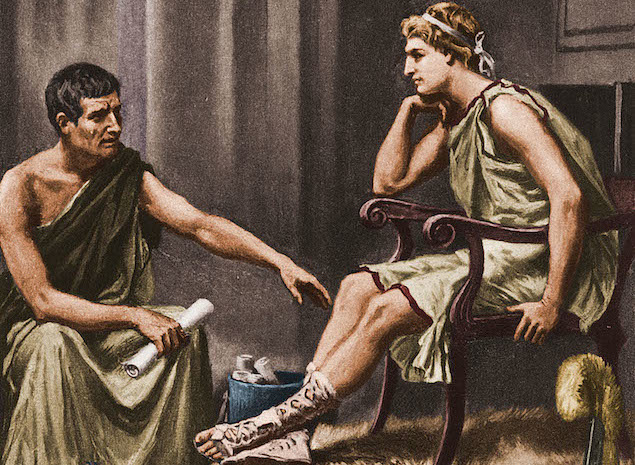
Alejandro Magno, escucha con atención a su tutor, el filósofo Aristóteles, en un palacio de la antigua Pella, Grecia, 342 AC.

Un tutor (del latín clásico ‘’tueor’’ o ‘’tueri’’ que significa observar, dirigir, proteger, y el sufijo -tor.) (también acudiente) es una persona que asiste a otra, usualmente mediante acuerdo formal, por un período de tiempo más o menos definido y durante el cual el tutor procurará guiar y proteger a una persona que por su insuficiente madurez, educación, formación o experiencia es incapaz de autogestionar sus acciones y toma de decisiones para proteger su persona o bienes actuales o futuros. 

## Historia
En la Grecia Antigua, la tutoría inició como un método informal o no estructurado de asistencia educativa. Los tutores operaban en todo tipo de condiciones, con el objetivo de impartir conocimiento al alumno a fin de ayudarle a mejorar su desempeño en una área determinada. Los métodos de tutoría empezaron a ser más estructurados hasta el siglo XX, con el entrenamiento, especialización y evaluación de los tutores. 
Del siglo XX en adelante, con la masificación de los sistemas de  educación pública, la demanda de tutoría privada también ha aumentado para suplementar o complementar la educación escolarizada.

## Tutoría privada
En 2012, un estudio por el Banco de Desarrollo asiático y el Centro de Investigación en Educación Comparativa en la Universidad de Hong Kong reportó que la tutoría privada puede llegar a dominar la vida de los jóvenes y sus familias, así como mantener y exacerbar las desigualdades sociales, dispersar el ingreso de los hogares hacia una industria no regulada, y crear ineficiencias en los sistemas educativos. También puede ser considerado un cuestionamiento al discurso oficial de la educación libre de costos y representar una amenaza a la cohesión social.
En Corea del Sur, casi el 90% del alumnado de educación básica recibe alguna clase de tutoría, en Hong Kong el 85% del alumnado de educación secundaria, y en India el 60% de alumnado primario.

### Política
En 2012, un estudio del Banco de Desarrollo asiático y el Centro de Investigación en Educación Comparativa de la Universidad de Hong Kong recomendó, a los legisladores en la región, poner más atención a cómo la tutoría personalizada afecta el presupuesto familiar, el tiempo del niño, y sus efectos en el sistema nacional de educación. La sugerencia fue reducir la demanda de clases particulares,  mejorará el desempeño del sistema escolar público y privado, al mismo tiempo que se proteja al consumidor de estos servicios.

## Costos
En India, una encuesta en 2008 estimó el volumen de gasto en tutorías privadas en $6.4 mil millones. En Japón, las familias gastaron $12 mil millones en 2010 en tutoría privada.
Un estudio de 2020 en el Reino Unido mostró que £20 es el precio promedio por una hora de clases privadas en todas las materias, mientras que £17 es el costo promedio por hora de un tutor privado de Matemáticas.
En la República de Corea, donde el gobierno ha intentado para reducir el mercado de la tutoría privada, su volumen ha alcanzado los $17.3 mil millones en 2010. Como referencia, el gasto de los hogares en tutoría privada equivale al 80% del gasto de gobierno en educación primaria y secundaria.
En los Estados Unidos, la tutoría privada está fragmentada. Algunos sitios web de tutoría han integrado a un gran número de tutores privados en su plataforma. Uno de estos sitios reporta tener 34,000 tutores registrados en California, e incluye los costos por hora de tutoría. Un estudio de otro publicado en 2022 determinó que en los Estados Unidos puede haber una amplia gama de costos de tutoría por materia con Matemáticas a un promedio bajo de $19 por hora. Una hora de tutoría de piano cuesta un promedio de $40. La tarifa nacional promedio por hora para la enseñanza privada en todas las materias es de $24.

## Efectividad
En muchos países, un individuo puede convertirse en un tutor sin formación. En algunos países, incluyendo Camboya, Georgia, Kazajistán, Laos y Tayikistán, gran parte de de profesores de aula suplementan sus ingresos por tutorías privadas al alumnado tras las horas escolaras. En muchos casos, estas tutorías son más una necesidad que una elección, ya que los salarios de muchos profesores son cercanos a la línea de pobreza.
En la República de Corea, el número de tutores privados expandió aproximadamente 7.1% anualmente en mediano de 2001 a 2006, y por 2009 el sector era el empresario más grande  de licenciados de las humanidades y ciencias sociales.
Privado tutoring no es siempre eficaz en levantar consecución académica; y en algún alumnado de escuelas generalmente skip clases o sueño a través de lecciones porque  están cansados después de estudio externo excesivo. Esto significa que el sistema de sombra puede hacer escolarización regular menos eficaz.
Profesores quiénes gastan más el tiempo que centra en las clases particulares que las clases regulares pueden causar ineficacias más grandes en el mainstream sistema escolar. Las situaciones en qué profesoras proporcionan clases particulares extras para alumnos para quien son ya responsables en el sistema público puede dirigir a corrupción, particularmente cuándo los profesores intencionadamente enseñan menos en sus clases regulares para promover el mercado para clases particulares.
Cuándo la tutoría privada es proporcionada por tutores bien entrenados, sus efectos pueden ser dramáticamente positivos, con alumnos mejorando su rendimiento por dos desviaciones estándares. Ve también Bloom´s 2 Sigma Problem.

## Impactos

### Rendimiento académico
Los estudios han encontrado que la tutoría entre pares proporciona beneficios académicos para estudiantes a través de las áreas  de "lectura, matemática, ciencia, y estudios sociales" Tutoría por Pares también ha mostrado ser un método de enseñanza eficaz para fortalecer las habilidades de comprensión lectora en estudiantes, especialmente aquellos con bajo desempeño académico en educación secundaria. La tutoría por pares también ha demostrado ser útil para estudiantes con algún tipo de discapacidad en el aprendizaje en el nivel elemental, mientras que hay evidencia mixta de la efectividad de la tutoría por pares en el nivel secundario.